# Club Franciscain
Club Franciscain is een voetbalclub uit het Franse overzeese departement Martinique en is afkomstig uit de gemeente Le François. In 2018 wist het de eerste editie van de CONCACAF Caribbean Club Shield te winnen.

## Erelijst
Nationaal
- Martinique Championnat National: 1971, 1994, 1996, 1997, 1999, 2000, 2001, 2002, 2003, 2004, 2005, 2006, 2007, 2009, 2013, 2014, 2017, 2018, 2019
- Coupe de la Martinique: 1954, 1969, 1986, 1987, 1990, 1998, 2001, 2002, 2003, 2004, 2005, 2007, 2008, 2012, 2018, 2020
- Trophée du Conseil Général: 1997, 1999, 2001, 2002, 2003, 2004, 2006, 2007, 2008, 2009, 2017, 2018, 2019
- Coupe D.O.M: 1994, 1997, 2001, 2003, 2006, 2007
- Coupe D.O.M-T.O.M: 1998
- Coupe des clubs champions de l'Outre-Mer: 2006
- Ligue des Antilles: 1997, 2004, 2005, 2007, 2008

Internationaal
- CONCACAF Caribbean Club Shield: 2018